# Le'anpu (socken i Kina)
Le'anpu (kinesiska: 乐安铺, 乐安铺苗族侗族乡) är en socken i Kina. Den ligger i provinsen Hunan, i den södra delen av landet, omkring 360 kilometer sydväst om provinshuvudstaden Changsha. Antalet invånare är 9009. Befolkningen består av 4 320 kvinnor och 4 689 män. Barn under 15 år utgör 19,0 %, vuxna 15-64 år 72 %, och äldre över 65 år 7,0 %.
Genomsnittlig årsnederbörd är 1 787 millimeter. Den regnigaste månaden är juni, med i genomsnitt 296 mm nederbörd, och den torraste är december, med 63 mm nederbörd.